# В
В, Вв (we) – trzecia litera podstawowej cyrylicy. Zwykle oznacza spółgłoskę [v]. Jej kształt pochodzi od greckiej litery Β, która w czasie, gdy tworzyła się cyrylica, posiadała już tę właśnie wartość fonetyczną – stąd rozbieżność w wymowie między alfabetem łacińskim a greckim i cyrylickim.
W niektórych językach wymawiana jest ona odmiennie:
- w języku rosyjskim występuje tendencja do ubezdźwięcznienia do [f];
- w językach kaukaskich w wyrazach rodzimych oznacza [w];
- w alfabecie ukraińskim, w ogólnonarodowej normie literackiej, nigdy nie oznacza głoski [v], lecz:
  - [w] – na końcu wyrazu oraz przed spółgłoską,
  - [β] lub [ʋ] (zależnie od dialektu) – w pozostałych przypadkach.

Sytuacja w potocznym języku ukraińskim jest jeszcze bardziej skomplikowana:
- w pozycji przed І zamiast [β] może być wymawiane [v], co daje trzecie możliwe znaczenie;
- w dialektach zachodnich zamiast [w] może być wymawiane [v], jednak bez ubezdźwięczenienia do [f];
- wprawdzie w języku literackim [β] nigdy nie powinno być ubezdźwięczniane, jednak w praktyce w dialektach zachodnich przed lub po spółgłosce bezdźwięcznej może przechodzić w [f], co daje czwarte możliwe znaczenie.

W alfabecie białoruskim drugą funkcję ukraińskiego В spełnia litera ў.
W języku ukraińskim, w zależności od pozycji w wyrazie i zdaniu, występuje wymiana liter В (ale wyłącznie w znaczeniu [w]) i У. Wynika to z wymiany głosek [w] – [u], którą zgodnie z ukraińską zasadą ortograficzną należy oddać w pisowni. Taka sama wymiana występuje zresztą w języku białoruskim oraz podobna – w słoweńskim (w tym ostatnim jednak nie ma odzwierciedlenia na piśmie). Z kolei analogiczna dwoistość wymowy prasłowiańskiego v (jako [v] lub [w]) występuje również w języku słowackim.

## Kodowanie
| Znak                   | В                          | В                          | в                        | в                        |
| ---------------------- | -------------------------- | -------------------------- | ------------------------ | ------------------------ |
| Nazwa w Unikodzie      | Cyrillic Capital Letter Ve | Cyrillic Capital Letter Ve | Cyrillic Small Letter Ve | Cyrillic Small Letter Ve |
| Kodowanie              | dziesiątkowo               | szesnastkowo               | dziesiątkowo             | szesnastkowo             |
| Unicode                | 1042                       | U+0412                     | 1074                     | U+0432                   |
| UTF-8                  | 208 146                    | d0 92                      | 208 178                  | d0 b2                    |
| Odwołania znakowe SGML | &#1042;                    | &#x0412;                   | &#1074;                  | &#x0432;                 |
| Mac Cyrillic           | 130                        | 82                         | 226                      | E2                       |
| ISO 8859-5             | 178                        | B2                         | 210                      | D2                       |
| Windows-1251           | 194                        | C2                         | 226                      | E2                       |
| CP 855                 | 236                        | EC                         | 235                      | EB                       |
| KOI8-R i KOI8-U        | 247                        | F7                         | 215                      | D7                       |